# 聯合國近東巴勒斯坦難民救濟和工程處
聯合國近東巴勒斯坦難民救濟和工程處（英語：United Nations Relief and Works Agency for Palestine Refugees in the Near East），簡稱近東救濟工程處（UNRWA），是联合国系统下救濟與協助巴勒斯坦難民和人類發展的機構。近東救濟工程處負責的對象包含因1948年第一次以阿戰爭和隨後的衝突而大逃亡流離失所的巴勒斯坦人及其父系後代，包括合法收養的兒童。截至2019年，有超過560萬巴勒斯坦人在近東救濟工程處登記為難民。
聯合國近東巴勒斯坦難民救濟和工程處在1949年12月8日根據聯合國大會決議成立，1950年5月1日正式開始運轉，1950年代間負責約75萬名巴勒斯坦難民的需要。目前，受近東救濟工程處照顧者約有476萬人，工程處並僱用近3萬名的工作人員。工程處向加沙地帶、西岸、約旦、黎巴嫩和敘利亞的巴勒斯坦難民提供保護和基本服務，提供的服務包含基礎教育（然僅限於黎巴嫩的中學教育）、醫療服務、環境衛生、緊急救濟、社會安全網與其他社會干預措施、小額資本提供、住房以及其餘基礎設施支助。

## 歷史和運營
1948年第一次以阿戰爭爆發，隨後巴勒斯坦阿拉伯人大批逃亡，聯合國大會於1948年11月19日通過了第212 (III) 號決議，設立了聯合國巴勒斯坦難民救濟組織（UN Relief for Palestine Refugees，UNRPR)，以提供緊急援助與其他聯合國或人道機構協調，提供巴勒斯坦難民救濟。 為了應對衝突的政治層面，不到一個月後，大會通過了第194號決議，成立了聯合國巴勒斯坦和解委員會（United Nations Conciliation Commission for Palestine，UNCCP），其任務是幫助交戰各方達成最終解決方案，包括促進「與UNRPR 合作， 難民的遣返、安置以及經濟和社會復原」。 到那時，衝突已導致超過70萬人流離失所。
由於無法解決“巴勒斯坦問題”，該問題需要超出其任務範圍的政治解決方案，因此UNCCP建議成立一個“旨在繼續開展救濟活動並啟動創造就業項目的聯合國機構”，而最終解決方案尚待確定。 根據這項建議以及涉及難民的第194號決議第11段，大會於1949年12月8日通過了第302號決議，設立了聯合國近東巴勒斯坦難民救濟工賑處（今譯「救濟和工程處」）。該決議獲得以色列和阿拉伯國家的支持，無人反對，僅蘇聯集團和南非投了棄權票。
近东救济工程处接替了联合国巴勒斯坦难民救济组织，承担更广泛的人道主义援助和发展任务，并被要求保持中立。近东救济工程处于1950年开始运作，根据第302(IV)号决议，其最初的工作范围是向巴勒斯坦难民提供“直接救济和工賑計劃”，以“解其饥馑，苏其痛苦，并促进和平与安定”。不久后，同年12月2日通过的第393(V)号决议扩大了近东救济工程处的任务范围，指示该机构“指拨一项经济复原资金，任何近东国家政府提请永久安置难民，使其无需依赖救助之计划，经过工賑处核准，即可使用该资金”。1952年1月26日通过的另一项决议为该项资金分配了四倍于救济的资金，同时要求近东救济工程处以其他方式继续提供保健、教育和一般福利项目。
2024年5月9日，联合国近东巴勒斯坦难民救济和工程处在东耶路撒冷的辦事處遭到当地以色列居民纵火焚烧，联合国近东巴勒斯坦难民救济和工程处決定暫時关闭該辦事處。10月28日，以色列国会立法禁止該機構在其境内活动。2025年1月30日生效。

## 组织与职责
近东救济工程处是根据《联合国宪章》第七条第二款和第二十二条设立的联合国大会附属机构。它和联合国裁军研究所是唯二直接向联合国大会报告的联合国机构。与世界卫生组织、联合国难民事务高级专员办事处等其他联合国机构不同，近东救济工程处没有章程或规约。秘书长等其他联合国机构的要求也可能决定其任务。联合国大会每年通过一系列决议，规定近东救济工程处的责任、职能和预算。由于近东救济工程处名义上是一个临时组织，因此其任务期限每三年延长一次；最近一次是在2022年12月13日，其任务期限延长至2026年6月30日。

## 资金
| 超过一亿美元 超过5000万美元 超过2500万美元 超过1000万美元 | 超过500万美元 超过100万美元 低于100万美元 未捐助 |

2022年各国对近东救济工程处的捐助（单位：美元）

近东救济工程处的预算由联合国大会制定，几乎完全来自联合国会员国的自愿捐款。它还从联合国常规预算中获得一些收入，主要用于国际工作人员的费用。除常规预算外，近东救济工程处还接收用于紧急活动和特殊项目的资金，如应对叙利亚内战和2019冠状病毒病疫情等。
该机构的大部分资金一直来自美国和欧洲联盟委员会。2019年，在其10亿美元的认捐总额中，近60%的来自欧盟成员国，其中德国是最大的单独捐助国。其次是欧盟、英国、瑞典和阿拉伯联合酋长国，然后是沙特阿拉伯、法国、日本、卡塔尔和荷兰。近东救济工程处还与非政府捐助方建立伙伴关系，例如总部设在捐助国的非营利性“国家委员会”（national committees）。
由于捐款的自愿性质，严重的紧急情况或捐助国的政治发展会导致预算问题。2009年，在以色列进攻加沙后，官员表示该机构陷入了“可怕的财政危机”，资金短缺达到2亿美元。在2018年8月，美国停止了对近东救济工程处的捐助，称近东救济工程处的任务应该缩小到该机构创建时在世的几十万巴勒斯坦人。美国的决定导致该机构损失了12亿美元预算中的3亿美元，造成总体赤字为4.46亿美元。其他方面捐款的增加弥补了这一缺口。
2019年中旬，荷兰、比利时和瑞士暂时中止了对近东救济工程处的资助，理由是一份报告声称该机构领导层存在管理不善、腐败和歧视问题。2019年12月，荷兰恢复了资助，将其2019年的捐款增加了600万欧元，达到1,900万欧元。欧盟将其捐款从8,200万欧元（9,220万美元）增加到1.02亿欧元（1.133亿美元），德国同意资助近东救济工程处的四个新项目，其价值为5,900万欧元（6,560万美元）。卡塔尔将其对叙利亚巴勒斯坦人的捐款增加了2,070万美元，使2019年总额达到4,000万美元。
2019年4月，瑞典和约旦在斯德哥尔摩主持了一次部长级战略对话，讨论近东救济工程处2019年及以后的资金问题，埃及、法国、德国、日本、科威特、挪威、英国、欧洲外交行动服务和欧洲委员会的代表出席了此次会议。同年联合国大会年度会议上，就近东救济工程处的资金问题举行了一次高级别部长级会议。2020年7月，主任专员拉扎里尼警告称，UNRWA的预算“不可持续”，在过去的五年中有四年出现赤字，资金处于自2012年以来的最低点。
世界银行的数据显示，在2012年获得超过20亿美元国际援助的国家中，加沙和西岸人均收到的援助是第二大受援者的两倍以上，达到每人495美元。

## 營運
根據聯合國大會決議的規定，近東救濟工程處提供廣泛的社會和人道主義服務。 自1949年成立以來，其業務範圍已不僅限於緊急救濟和社會服務； 截至2019 年，其預算的大部分用於教育（58%），其次是醫療保健（15%）和一般支持服務（13%）。

### 教育計劃
教育是近東救濟工程處最大的活動領域，佔其經常預算的一半以上和大部分工作人員。 它經營著中東最大的學校系統之一，涵蓋711所小學和預科學校、8所職業技術學校以及2所教師培訓機構。 自1950年以來，它一直是巴勒斯坦難民兒童基礎教育的主要提供者。所有登記的難民兒童均可獲得免費基礎教育，目前人數為526,000人。 在1960年代，近東救濟工程處的學校成為該地區第一所實現完全性別平等的學校， 並且在校學生中略過多數是女性。
巴勒斯坦難民人口中有一半年齡在25歲以下。容納40名甚至50名學生的教室普遍擁擠。 近四分之三的學校實行雙班制，兩組不同的學生和教師共用同一棟大樓，減少了教學時間。 學年經常因衝突而中斷，促使近東救濟工程處制定一項特別方案，在緊急情況下提供教育。

### 救濟、福利
在巴勒斯坦難民社區，沒有男性養家的家庭極為脆弱。寡婦、離婚婦女和父親有殘疾的家庭最有可能陷入貧困。近東救濟工程處向這些家庭提供糧食援助、財政援助和住所。

## 评估与赞扬
近东救济工程处曾得到诺贝尔和平奖得主梅里德·科里根·麥奎爾与科菲·安南、联合国大会主席哈里·霍尔克里、前联合国秘书长潘基文，以及欧洲联盟、美国、荷兰、日本、孟加拉国、塞浦路斯、约旦、挪威等国代表的赞扬。2007年，挪威常驻联合国代表称挪威是近东救济工程处的“坚定支持者”，近东救济工程处充当巴勒斯坦难民的“安全网”，为他们提供“立即救济、基本服务和有尊严地生活的可能性”。同一天，冰岛代表赞扬该机构尽管“经常面临生命危险”，但仍能够“取得实质性成果”。
2007年，以色列表示将继续支持近东救济工程处，并指出，尽管担忧该机构的“政治化”，但以色列支持其人道主义使命。

## 批評與爭議
2004年，伊曼紐爾·馬克思（Emanuel Marx）和尼扎·納赫米亞斯（Nitza Nachmias）指出，對該機構的許多批評與其時代相符，「包括缺乏靈活性、抵制適應不斷變化的政治環境以及拒絕逐步取消其職責並將其移交給巴勒斯坦權力機構的症狀」。
2007年，近東救濟工程處啟動了一項提高效率的改革計畫。 然而，2019年洩露給半島電視台的一份內部道德報告稱，自2015年以來，該機構的高級管理層以犧牲效率為代價來鞏固權力，導致高層人員普遍存在不當行為、裙帶關係和其他濫用權力的行為。

### 滥用设施
2003年，以色列向报纸公布了一份被《纽约时报》称为“令人震惊的情报报告”。该文件根据对武装分子嫌疑人的审讯结果，指控近东救济工程处的行动为巴勒斯坦恐怖分子提供了掩护。报告称，武装分子在救济和工程处开办的学校储存弹药，利用联合国救护车走私武器，以及在联合国的建筑内主持坦齐姆武装组织的会议。
2004年5月11日，以色列国防军公布了一段录像，显示两名巴勒斯坦武装分子将一名受伤的武装分子抬上近东救济工程处的救护车，并与他一起上车。救护车司机要求武装分子离开，但武装分子威胁司机将三人开往医院。事后，近东救济工程处呼吁各方尊重其救护车服务的完整性及其工作人员的中立性和公正性，并表示虽然其救护车对受伤人员一视同仁，但武装人员在任何时候、任何情况下都不得进入近东救济工程处的任何车辆。
2009年2月4日，近东救济工程处停止向加沙地带运送援助物资，并指控哈马斯闯入一个联合国仓库，偷走了数吨用于援助贫困家庭的毛毯和食品。几天后，哈马斯归还了丢失的物资，近东救济工程处恢复了援助。
2009年8月5日，以色列国防军指控哈马斯偷窃了刚刚通过以色列转交给近东救济工程处的三辆救护车。近东救济工程处发言人否认了这一说法。一周后，哈马斯证实它没收了这些救护车。近东救济工程处发言人也证实了这一点，但很快又收回了这一说法，并否认了这一事件，甚至公布了一张照片，声称照片上是工程处的一名官员与涉事救护车的合影。
2023年，在以色列—哈马斯战争的停火期间，一名被关押了近50天的人质在获释后表示，近东救济工程处的一名教师将他关押在自家阁楼里，几乎不给他提供食物，并无视其医疗需求。近东救济工程处表示已得知此事，并正在进行调查。

### 工作人员被指控参与哈马斯对以色列的袭击
2024年1月26日，以色列向联合国提供联合国巴勒斯坦机构参与了2023年10月7日哈马斯袭击以色列的工作人员情报，并在袭击期间使用该组织车辆和设施的情况。以色列高级官员告知媒体，这些情报都是针对10月7日袭击中被捕的武装分子进行审讯的结果。以色列驻联合国大使吉拉德·埃尔丹发表声明谴责，该情报证实了近东救济工程处的员工多年来是参与企图消灭以色列和谋杀其公民的恐怖组织哈马斯的合作者。联合国秘书长安东尼奥·古特雷斯对这些指控「感到震惊」，他的发言人斯特凡·杜加里克表示，将对近东救济工程处进行紧急、全面的独立审查。
以色列政府发言人马克·雷格夫表示，近东救济工程处与哈马斯之间存在结构性的关系，这12名雇员只是“冰山一角”。以色列还指控近东救济工程处的设施和车辆被用于10月7日的袭击。以色列军方在声明中表示，其情报部门已经编制了一个案件，“指控近东救济工程处的几名雇员涉嫌参与大屠杀，还有证据表明近东救济工程处的设施被用于恐怖主义目的”。
1月28日，《今日以色列报》报道称，以色列长期以来一直掌握着这一信息，但拒绝公开发布，因为他们认为近东救济工程处是加沙唯一能发挥作用的实体，“没有它，混乱会更加严重”。以色列官员不清楚近东救济工程处和美国为何到现在才就这些信息采取行动。官员表示，美国到1月26日才停止援助可能是因为眾議院外交委員會将于1月30日举行听证会，届时可能会曝光更多有关近东救济工程处的丑闻。
《纽约时报》审阅了以色列提供给美国政府的一份档案。该档案指出，在12名被告中：
- 7人是近东救济工程处学校的教师
- 2人以其他身份在学校工作
- 1人是职员
- 1人是社会工作者
- 1人是仓库管理员

以色列在档案在指出，其中十人是哈马斯成员，一人是杰哈德成员。具体指控包括：汗尤尼斯的一名学校辅导员与他的儿子合作从以色列绑架了一名妇女；努塞拉特难民营的一名社会工作者在袭击中分发弹药和协调车辆，并协助将一名以色列士兵的尸体运到加沙；一名雇员参与了造成 97人死亡的大屠杀，可能是指贝埃里大屠杀
。
档案中指出，以色列情报部门通过六名雇员的手机追踪了他们在以色列境内的行踪；情报部门还截获了一些人的电话，得知他们在电话中讨论自己参与哈马斯袭击的情况；另有三人收到短信，命令他们到集合点报到，其中一人被告知带上存放在家中的火箭榴弹。
2月10日，以色列軍方稱他們在聯合國近東巴勒斯坦難民救濟和工程處在加沙的總部發現一條哈馬斯隧道。這條隧道長700米，深18米，有岔道、側邊房間與辦公室，有一個放滿電腦的房間，另一房間放置了幾個工業用電池組，這條地道的「電力基礎設施」與UNRWA總部「相通」。隧道中發現步槍、彈藥、手榴彈和爆炸物，認為隧道已被哈馬斯武裝分子使用。UNRWA回應自去年10月12日就沒有再使用這個地點，也不清楚那個地點的現況。
2月16日，以色列国防部长约阿夫·加兰特向媒体告知，该机构约1,500名或整体12%的工作人员与恐怖组织有积极联系，并表示根据其得到的情报迹象表示，除了已公开的12名工作人员之外，另有超过30名近东救济工程处工作人员参与了大屠杀、协助劫持人质、对以色列社区进行抢劫和盗窃等行为。他批评指，近东救济工程处已经失去了合法性，无法再作为联合国机构发挥作用。

#### 各方反应

已停止资助的国家
已暂停资助的主要捐助国
已暂停资助的非主要捐助国
目前尚未暂停资助的主要捐助国

多国在表示联合国有必要展开调查的同时也对该机构的工作感到担忧。美国、英国、加拿大、澳大利亚、意大利、芬兰、德国、冰岛、荷兰、瑞士、法国、爱沙尼亚、日本、奧地利、罗马尼亚、新西兰、立陶宛、拉脱维亚、瑞典、歐盟委員會相继宣布暂停捐助该组织。2022年，这些国家提供的资金超过9.13亿美元，而近东救济工程处当年的资金总额为11.13亿美元。
1月28日，联合国方面公佈联合国对近东巴勒斯坦难民救济和工程处的员工被指控涉嫌参与袭击以色列事件的调查情况，在涉事的12人中，9人被近东救济工程处立即解雇，1人已确认死亡，另外2人的身份正在核实。聯合國秘書長古特雷斯呼籲各國繼續捐款，稱聯合國近東巴勒斯坦難民救濟和工程處的服務可能在2月起就會被迫縮減。聯合國近東巴勒斯坦難民救濟和工程處專員拉扎里尼更稱捐款國以部份個人的刑事指控為由來制裁聯合國近東巴勒斯坦難民救濟和工程處和整個加沙群體「非常不負責任」，而且是一種「集體懲罰」（collective punishment）.超过20个非政府组织呼吁重新考虑暂停资助近东救济工程处的决定，因为这些资助“将影响对超过 200 万平民的救生援助，其中一半以上是儿童”。
1月31日，以色列總理內塔尼亞胡表示聯合國近東巴勒斯坦難民救濟和工程處已被哈馬斯滲透，且該組織有意保留巴勒斯坦難民問題，所以其工作應由其他組織或機構取代。
美国稍后澄清，美国国会之前批准用于近东救济工程处的资金已有99%被已送至该机构。但是原计划于2024年初夏资助该机构的下一笔计划中的资金需要重新经过国会批准。
3月1日，歐盟委員會宣布解冻对联合国近东巴勒斯坦难民救济和工程处的资助，首批解凍资助金为5000万欧元。同月，加拿大、瑞典恢复资助聯合國近東巴勒斯坦難民救濟和工程處。4月25日，德国政府将恢复向联合国近东救济工程处加沙地帶项目提供资金。
5月26日，以色列议会提案将联合国近东救济工程处列为恐怖组织。
10月28日，以色列议会通過法案，禁止聯合國近東巴勒斯坦難民救濟和工程處在以色列开展活动。以色列方面隨後通知联合国，以色列取消1967年与联合国近东巴勒斯坦难民救济工程处签署的协议，终止双方关系。

## 外部連結
- 官方网站
- 聯合國近東巴勒斯坦難民救濟和工程處的Facebook專頁
- 聯合國近東巴勒斯坦難民救濟和工程處的X（前Twitter）